# Christopher McCandless
Christopher Johnson McCandless (12 tháng 2 năm 1968 – giữa tháng 8 năm 1992) là một kẻ lang thang người Mỹ, anh đã đổi tên thành Alexander Supertramp và đi bộ tới vùng Alaska hoang dã chỉ với một chút thức ăn và đồ dùng, hy vọng sống một thời gian cô độc. Gần bốn tháng sau, khi cân nặng chỉ còn 67 pounds (30 kg), anh chết vì đói khát tại Vườn quốc gia và Bảo tồn Denali. Có cảm hứng từ những chi tiết của câu chuyện của McCandless, tác gia Jon Krakauer đã viết một cuốn sách về cuộc phiêu lưu của anh xuất bản năm 1996 với tựa đề Into the Wild (Vào nơi hoang dã). Năm 2007, Sean Penn đã đạo diễn một bộ phim cùng tên, với Emile Hirsch đóng vai McCandless.
Câu chuyện McCandless cũng là chủ đề của một bộ phim tài liệu năm 2007 của Ron Lamothe tựa đề The Call of the Wild (Tiếng gọi nơi hoang dã). Trong cuộc nghiên cứu của mình về cái chết của McCandless, Lamothe kết luận rằng McCandless chết vì đói chứ không phải bị trúng độc do ăn củ khoai lang dại.

## Những năm đầu tiên
McCandless sinh tại El Segundo, California, là con trai cả của Walt McCandless và Wilhelmina "Billie" Johnson. Anh có một em gái tên là Carine. Năm 1976, anh cùng gia đình rời tới Annandale, Virginia, một khu ngoại ô giàu có của Washington, D.C. nằm tại Hạt Fairfax, sau khi cha anh được nhận vào làm như một chuyên viên về ăng ten cho NASA. Mẹ anh làm một thư ký tại Hughes Aircraft nơi Walt làm việc, sau này giúp đỡ Walt trong công việc của công ty tư vấn tại gia khá thành công ở Annandale. Dù gia đình McCandless giàu có về tài chính, Walt và Billie thường cãi cọ và thỉnh thoảng còn dự tính li dị. Chris cũng có nhiều anh em cùng cha khác mẹ sống tại California kết quả cuộc hôn nhân đầu tiên của Walt. Walt vẫn chưa li dị người vợ đầu của mình khi Chris và Carine ra đời, nhưng Chris mãi tới khi có một chuyến đi nghỉ vào mùa hè tới miền nam California mới biết được sự thật này về cha mình.
Ở trường, các giáo viên nhận xét McCandless có ý chí rất mạnh. Khi còn thanh niên anh gắn liền nó với một chủ nghĩa lý tưởng mạnh và khả năng thể chất. Tại trường trung học, anh là đội trưởng của đội chạy việt dã, thường hối thúc các bạn coi việc chạy như một cách rèn luyện tinh thần trong đó họ "chạy để chống lại các thế lực của bóng tối... tất cả những kẻ quỷ quái trên thế giới, tất cả kẻ thù."
Anh tốt nghiệp trường Trung học Wilbert Tucker Woodson năm 1986. Ngày 10 tháng 6 năm 1986, McCandless tiến hành một trong những chuyến đi lớn đầu tiên trong đó anh đã đi khắp nước và tới Emory chỉ hai ngày trước khi kỳ học mùa thu bắt đầu. Anh tốt nghiệp Đại học Emory năm 1990, chuyên về lịch sử và nhân loại học. Những trải nghiệm có được từ trường trung học và thành công trong học vấn là động lực để anh coi khinh cái mình coi là một chủ nghĩa vật chất trống rỗng của xã hội Mỹ. Trong năm đầu tại đại học, anh từ chối trở thành thành viên trong Phi Beta Kappa Society, với lý lẽ rằng danh dự và các danh hiệu là thứ không thích đáng. McCandless bị ảnh hưởng mạnh bởi Jack London, Lev Tolstoy, W. H. Davies, và Henry David Thoreau, và anh dự tính cách ly khỏi xã hội có tổ chức trong một giai đoạn để trầm tư về sự cô độc.

## Lang thang
Sau khi tốt nghiệp năm 1990, anh quyên $24.000 còn lại trong số $47.000 được gia đình cung cấp cho hai năm đại học cuối cùng cho Oxfam International, một tổ chức từ thiện, và bắt đầu đi lang thang dưới cái tên "Alexander Supertramp" (Krakauer lưu ý sự liên hệ với W. H. Davies, Welsh tác giả của The Autobiography of a Super-Tramp, xuất bản năm 1908). McCandless đi qua Arizona, California, và Nam Dakota, nơi anh làm việc như một thợ lái máy gặt đập. Anh thường xuyên thay đổi cách sống giữa có việc làm và sống không tiền và không tiếp xúc với mọi người, thỉnh thoảng vẫn kiếm được thức ăn. Anh sống sót sau một cơn lũ quét, nhưng vứt xe đi (dù nó không bị hư hại nhiều và sau này được lực lượng cảnh sát địa phương sử dụng) và vứt bỏ biển số. Anh cũng chèo một chiếc thuyền xuôi qua những khu vực xa xôi của Sông Colorado tới Vịnh California. McCandless cảm thấy kiêu hãnh khi sống với đồ đạc và số tiền tối thiểu, và nói chung ít có sự chuẩn bị trước. Tuy nhiên, anh thường được những người anh gặp trên đường cho ăn và giúp đỡ.
Trong nhiều năm, McCandless mơ về một "Alaskan Odyssey" nơi anh có thể sống, tránh xa khỏi nền văn minh, và ghi nhật ký miêu tả sự tiến bộ thể chất và tinh thần của mình khi phải đối mặt với các lực lượng của thiên nhiên. Tháng 4 năm 1992, McCandless vẫy xe đi nhờ tới Fairbanks, Alaska. Anh được Jim Gallien nhìn thấy còn sống lần cuối cùng, ông này đã cho anh đi nhờ từ Fairbanks tới Stampede Trail. Gallien cảm thấy lo lắng cho "Alex", người chỉ có những vật dụng tối thiểu (thậm chí không có cả la bàn) và kinh nghiệm để sống trong rừng cây bụi Alaska. Gallien đã nhiều lần thuyết phục Alex từ bỏ chuyến đi của mình, và thậm chí đề nghị chở anh tới Anchorage để mua các vật dụng và lương thực cần thiết. Tuy nhiên, McCandless bỏ qua những lời khuyên của Gallien, từ chối mọi sự giúp đỡ ngoại trừ một đôi giày cao su, hai chiếc sandwich cá ngừ, và một túi ngũ cốc. Cuối cùng, Gallien để anh lại ở đầu Stampede Trail thứ ba ngày 28 tháng 4 năm 1992.
Sau khi đi dọc theo Stampede Trail phủ đầy tuyết, McCandless tìm thấy một chiếc xe buýt hỏng được dùng như một nơi trú ngụ của các thợ săn và đỗ trên một khu vực cao của đường mòn gần Vườn quốc gia Denali và bắt đầu tìm cách sống sót. Anh có một túi gạo 10-pound, một khẩu súng Remington bán tự động với 400 viên .22LR hollowpoint, một cuốn sách về các loài thực vật địa phương, nhiều cuốn sách khác, và một số trang bị cắm trại. Anh cho rằng mình có thể kiếm ăn từ cây cối và săn bắn. Dù không có kinh nghiệm trong săn bắn McCandless đã săn được một số loài thú nhỏ như nhím và chim. McCandless thậm chí đã giết được một chú nai sừng tấm; tuy nhiên, anh đã không thể giữ thịt được đúng cách và nó đã hỏng. Thay vì thái mỏng và để thịt khô trong không khí, như thịt bò khô, như thường được làm ở vùng cây bụi Alaska, anh hun khói nó, theo lời khuyên của những người thợ săn anh đã gặp ở Nam Dakota.
Nhật ký của anh ghi lại tổng cộng 112 ngày. Những trang nhật ký viết về những khi anh có tâm trạng vui vẻ hay ác nghiệt tuỳ theo vận may của mình. Tháng 7, sau khi sống ba tháng trong chiếc xe buýt, anh quyết định rời đi, nhưng thấy rằng con đường bị Sông Teklanika chắn ngang, khi ấy đã có mực nước cao và chảy nhanh hơn rất nhiều so với khi anh vượt qua vào tháng 4. Có một đường xe điện hoạt động bằng tay vượt qua sông cách nơi anh sống một phần tư dặm. McCandless sống trong xe buýt tổng cộng 113 ngày.
Ngày 12 tháng 8, McCandless viết những dòng được cho là những chữ cuối cùng trong nhật ký của mình: "Những cây việt quất đẹp đẽ."
Anh lấy trang cuối cùng từ cuốn hồi ký của Louis L'Amour, Education of a Wandering Man (Giáo dục của một người lang thang), có chứa một trích đoạn từ một bài thơ của Robinson Jeffers có tựa đề "Wise Men in Their Bad Hours" (Những người thông minh trong những thời khắc khó khăn):
Death's a fierce meadowlark: but to die having made
Something more equal to centuries
Than muscle and bone, is mostly to shed weakness.
The mountains are dead stone, the people
Admire or hate their stature, their insolent quietness,
The mountains are not softened or troubled
And a few dead men's thoughts have the same temper.
Ở mặt kia của trang giấy, McCandless viết thêm, "I HAVE HAD A HAPPY LIFE AND THANK THE LORD. GOODBYE AND MAY GOD BLESS ALL!" (Tôi đã có một cuộc đời hạnh phúc và tạ ơn chúa. Tạm biệt và Chúa phù hộ tất cả mọi người!)
Thân xác anh được tìm thấy trong chiếc túi ngủ bên trong xe buýt ngày 6 tháng 9 năm 1992, cân nặng ước tính 67 pounds (30 kg). Anh đã chết được khoảng hai tuần. Lý do chính thức về cái chết là chết đói. Tác gia viết tiểu sử Jon Krakauer cho rằng có hai yếu tố dẫn tới cái chết của McCandless. Thứ nhất anh phải đương đầu với nguy cơ của hiện tượng gọi là "thỏ đói" vì tăng hoạt động, cộng với tình trạng thức ăn từ thịt săn ngày càng cạn. Ban đầu, Krakauer cho rằng McCandless có thể đã ăn các loại củ quả độc (Hedysarum alpinum). Tuy nhiên, cuộc thí nghiệm kỹ lưỡng trong phòng thí nghiệm cho thấy rõ ràng không có chất độc alkaloid trong thực phẩm của McCandless.

## Di sản văn hoá
Cuốn sách của Krakauer đã biến Christopher McCandless thành một nhân vật anh hùng của nhiều người. Tới năm 2002, chiếc xe buýt bị bỏ hoang (No. 142) trên Stampede Trail nơi McCandless cắm trại đã trở thành một địa điểm du lịch. Bộ phim của Sean Penn Into the Wild, dựa trên cuốn sách của Jon Krakauer, ra mắt tháng 9 năm 2007. Tháng 10 năm 2007, một bộ phim tài liệu về chuyến đi của McCandless của nhà làm phim độc lập Ron Lamothe, The Call of the Wild, được ra mắt. Câu chuyện của McCandless cũng gợi cảm hứng cho một tập của loạt phim truyền hình TV Millennium, album Cirque của Biosphere, và những bài hát dân gian của các ca sĩ Ellis Paul, Eddie From Ohio, Harrod and Funck, and Eric Peters.
Không giống như Krakauer nhiều người đọc, những người rất có thiện cảm với McCandless, đã thể hiện những quan điểm không ủng hộ với những người đã lãng mạn hoá số mệnh của anh.
McCandless đã là một nhân vật đặc biệt ngay từ khi câu chuyện của anh bắt đầu năm 1992. Anh đã chọn không mang theo la bàn (là thứ mà hầu hết mọi người trong tình huống tương tự sẽ coi là vật dụng cần thiết). McCandless hoàn toàn không biết gì về một đường xe điện vượt sông bằng tay cách nơi anh định vượt qua 1/4 dặm. Nếu McCandless biết điều này, anh có thể dễ dàng cứu mạng mình. Ngoài ra, có những khoang tủ chứa những đồ nhu yếu phẩm trong vòng vài dặm từ chiếc xe buýt, dù chúng đã bị phá và toàn bộ đồ thực phẩm đã bị lấy, có lẽ bởi McCandless, như được mô tả chi tiết trong bộ phim tài liệu của Lamothe. Tuy thế Ken Kehrer, lãnh đạo việc tuần tra trong Công viên Quốc gia Denali, bác bỏ rằng McCandless bị Cơ quan Quản lý Vườn quốc gia coi là một đối tượng tình nghi phá hoại. Quan điểm khoan dung nhất trong số những người phỉ báng McCandless là rằng anh là một người hơi thiếu những tri giác thông thường, đi vào khu vực hoang dã mà không có kế hoạch, chuẩn bị, đồ dự phòng đầy đủ với hậu quả gần như chắc chắn là sự việc sẽ kết thúc bằng thảm hoạ.
Nhân viên tuần tra Alaska Peter Christian đã viết:
Tôi luôn thể hiện cái mà tôi sẽ gọi là 'Hiện tượng McCandless.' Mọi người, hầu như luôn là các chàng thanh niên trẻ, tới Alaska để thử thách mình chống lại thiên nhiên không khoan dung nơi sự tiếp cận và khả năng cứu giúp dễ dàng thực tế không tồn tại [...] Khi bạn nhìn McCandless theo quan điểm của tôi, bạn nhanh chóng thấy rằng điều anh ta đã làm không phải là một sự gan dạ đặc biệt, chỉ là sự ngu ngốc, bi thảm, và khinh suất. Đầu tiên, anh ta bỏ ra ít thời gian để học cách sống thực tế ở nơi hoang dã. Anh ta đã tới Stampede Trail mà thậm chí không có một tấm bản đồ của khu vực. Nếu anh ta [đã] có một tấm bản đồ tốt anh ta đã có thể thoát khỏi tình trạng khó khăn của mình [...] Rõ ràng, Chris McCandless đã tự sát.
Jon Krakauer bảo vệ McCandless, cho rằng cái mà những người chỉ trích cho là sự kiêu căng chỉ đơn giản là tham vọng của McCandless "là người đầu tiên khám phá một điểm trống trên bản đồ." Krakauer tiếp tục rằng "Tuy nhiên, vào năm 1992, không có nhiều điểm trống trên bản đồ--không ở Alaska, không ở bất kỳ đâu. Nhưng Chris, với logic riêng của mình, đã tới với một giải pháp tốt cho tình trạng này: Anh ta đơn giản là chẳng cần tới bản đồ. Trong tư tưởng của anh, nếu không phải ở nơi nào khác, vùng đất đó sẽ là nơi chưa từng bị khám phá." 